# Philonotis jungneri
Philonotis jungneri är en bladmossart som beskrevs av Brotherus 1897. Philonotis jungneri ingår i släktet källmossor, och familjen Bartramiaceae. Inga underarter finns listade i Catalogue of Life.